# Aleksandr Orechov
Aleksandr Aleksandrovič Orechov (in russo Александр Александрович Орехов?; Kropotkin, 29 novembre 1983) è un allenatore di calcio ed ex calciatore russo, di ruolo difensore.

## Palmarès

### Club

#### Competizioni nazionali
- Campionato russo: 2

Rubin Kazan': 2008, 2009
- Coppa di Russia: 1

Rubin Kazan: 2012
- Supercoppa di Russia: 1

Rubin Kazan': 2010

#### Competizioni internazionali
- Coppa dei Campioni della CSI: 1

Rubin Kazan': 2010